# Tancrède (chanteur)
Pour les articles homonymes, voir Tancrède.
Tancrède Lehman, dit Tancrède, né à Paris est un chanteur auteur-compositeur-interprète, acteur, avocat et mannequin français.

## Biographie
Tancrède est issue d'une famille mélomane de cinq enfants. Il est le petit-neveu du scénariste américain Ernest Lehman. Il est très jeune attiré par la chanson et apprend la musique au Conservatoire de Ville d'Avray dans la classe de piano.
Durant ses études de droit à l'Université de Paris II-Panthéon Assas, il travaille comme mannequin. Il portera sur cette expérience un regard amusé dans sa chanson Les Femmes postiches.
Diplômé de l'École de formation du barreau (EFB), d'un Master 2 de droit des affaires et de l'économie à l'Université Paris-I Panthéon Sorbonne et de l'IDA (Institut du droit des affaires), Tancrède monte sur la scène du Sentier des Halles à Paris le jour même de sa prestation de serment. Après plusieurs années d'exercice en tant qu'avocat au Barreau de Paris, et un nombre grandissant de concerts, il décide de quitter provisoirement la "robe" pour la chanson le temps d'une tournée. Il se réinscrit au Barreau de Paris en 2011 et exerce alors son activité d'avocat parallèlement à sa carrière de chanteur.
Le 21 septembre 2022, il annonce sur les réseaux sociaux mettre fin à sa carrière artistique, le jour même de la mort de son professeur de chant de toujours, pour qui il avait écrit la chanson "Pour Monique". Cette information a par la suite été démentie par son attaché de presse et Tancrède s'est produit sur scène à de nombreuses reprises depuis.

### Album éponyme (2005)
Tancrède sort son premier album (Tancrède) chez ULM/Universal en septembre 2005.
Réalisé par Roland Romanelli, arrangeur et musicien de Barbara, l'album est, dès sa sortie, salué par la critique tant pour la qualité des textes, que du style de l'interprétation. Tancrède enchaîne les concerts : le Méry, l'Européen, la Cigale, le Trianon à Paris et entame une tournée en France pendant l'année 2006 qui se termine début 2007 par de nouvelles dates en Ile de France (le Trianon, l'Opéra de Massy, le Théâtre de Poissy, Théâtre impérial de Compiègne).

### La comédie musicaleAudimat!(2008)
En 2008, Tancrède a créé avec son frère Fabrice Lehman la comédie musicale Audimat !, dont ils confient la mise en scène à Stéphan Druet,.Créée au Théâtre National de Besançon, le spectacle est à l'affiche à Paris au Trianon pendant trois mois.
Décryptant sans pitié l'univers de la télévision, Audimat met en scène les patrons de deux chaînes concurrentes, qui vont s'arracher réciproquement leurs présentateurs vedettes, afin d'avoir toujours plus les faveurs de la fameuse ménagère de moins de 50 ans.
Bien reçue par la critique,,, la comédie musicale a également séduit un large public.
Les 17 chansons du spectacle font l'objet de l'album Audimat - La comédie musicale sorti en 2008 (Classics/Universal).

### AlbumHumain, trop humain(2015)
Le 11 mai 2015, Tancrède sort un album 12 titres intitulé Humain, trop humain (titre emprunté à Nietzsche), réalisé par Polérik Rouvière.
Tancrède a présenté une version live avec une formation « double piano » de cet album au China, au Café de la Danse en juin 2016 et Salle Cortot à Paris en 2018.

### AlbumL'Art de vivre(2022)
Le 11 février 2022, Tancrède sort un album 12 titres intitulé L'Art de vivre, réalisé par Rémi Toulonet présente une version live de cet album à La Nouvelle Ève à Paris en juin 2022.

### AlbumLive à La Nouvelle Ève(2025)
Le 6 juin 2025, Tancrède sort un album regroupant 19 titres enregistrés en public sur la scène de La Nouvelle Ève, premier album live du chanteur.

## Discographie
- 2005 : Tancrède, 2005 (Album), (Ulm, Universal)
- 2008 : Audimat !, 2008 (Album multi-interprètes), (Classics, Universal)
- 2013 : Saint Sébastien, 2013 (E.P.), (Shilling, Believe)
- 2015 : Humain, trop humain, 2015 (Album), (Shilling, Believe)
- 2017: À peine, 2017 (Single), (Shilling, Believe)
- 2021: Je est un autre[16], 2021 (Single), Shilling, Believe)
- 2022 : L'Art de vivre, 2022 (Album), (Shilling, Believe)
- 2024: Les Années folles, 2024 (Single), (Shilling, Believe)
- 2025 : Live à La Nouvelle Ève, 2025 (Album), (Shilling, Believe)

## Filmographie
- 2010 : Plus belle la vie : Bjorn Haag